# Jonathon Blum
Pour les articles homonymes, voir Blum.
Jonathon Blum (né le 30 janvier 1989 à Long Beach, dans l'État de la Californie aux États-Unis) est un joueur professionnel américain de hockey sur glace évoluant à la position de défenseur.

## Carrière
Réclamé au premier tour du repêchage de 2007 de la Ligue nationale de hockey par les Predators de Nashville, Blum devenait par ce fait le tout premier joueur originaire de l'État de la Californie à être réclamé au premier tour d'un repêchage.
Évoluant au niveau junior avec les Giants de Vancouver, il aida ces derniers à remporter le titre de champion de la Ligue de hockey de l'Ouest dès sa première saison avec eux en 2005-2006 puis, l'année suivante, il aida les Giants à mettre la mains sur la Coupe Memorial.
Bien qu'il signe son tout premier contrat professionnel le 17 décembre 2007, il retourne avec Vancouver où il se voit être nommé au terme de la saison dans la deuxième équipe d'étoiles de la division Ouest. Blum quitte les Giants au terme de la saison 2008-2009 alors qu'il agit en tant que capitaine de l'équipe et qu'il détient le titre de meilleur défenseur de l'histoire de la franchise. Il remporte cette même année le Trophée Bill Hunter Memorial remis au meilleur défenseur de la LHOu ainsi que le titre de Défenseur de la saison de la Ligue canadienne de hockey.
Il fait ses premiers pas au niveau professionnel durant les séries éliminatoires 2009 de la Ligue américaine de hockey, rejoigant le club affilié aux Predators, les Admirals de Milwaukee.
Au niveau international, il représente les États-Unis lors des championnats mondiaux de 2008 et 2009, agissant à titre de capitaine lors de cette dernière édition.
Le 12 juillet 2013, il signe un contrat à titre d'agent libre avec le Wild du Minnesota.

## Statistiques

### Statistiques en club
| Saison     | Équipe                 | Ligue      |     | Saison régulière | Saison régulière | Saison régulière | Saison régulière | Saison régulière |   | Séries éliminatoires | Séries éliminatoires | Séries éliminatoires | Séries éliminatoires | Séries éliminatoires |
| Saison     | Équipe                 | Ligue      | PJ  | B                | A                | Pts              | Pun              | PJ               | B | A                    | Pts                  | Pun                  |                      |                      |
| 2005-2006  | Giants de Vancouver    | LHOu       | 61  | 7                | 17               | 24               | 25               | 18               | 1 | 7                    | 8                    | 16                   |                      |                      |
| 2006-2007  | Giants de Vancouver    | LHOu       | 72  | 8                | 43               | 51               | 48               | 22               | 3 | 6                    | 9                    | 8                    |                      |                      |
| 2007-2008  | Giants de Vancouver    | LHOu       | 64  | 18               | 45               | 63               | 44               | 10               | 3 | 4                    | 7                    | 10                   |                      |                      |
| 2008-2009  | Giants de Vancouver    | LHOu       | 51  | 16               | 50               | 66               | 30               | 17               | 7 | 11                   | 18                   | 6                    |                      |                      |
| 2008-2009  | Admirals de Milwaukee  | LAH        | -   | -                | -                | -                | -                | 5                | 0 | 0                    | 0                    | 0                    |                      |                      |
| 2009-2010  | Admirals de Milwaukee  | LAH        | 80  | 11               | 30               | 41               | 32               | 7                | 1 | 7                    | 8                    | 0                    |                      |                      |
| 2010-2011  | Admirals de Milwaukee  | LAH        | 54  | 7                | 27               | 34               | 20               | 1                | 0 | 0                    | 0                    | 0                    |                      |                      |
| 2010-2011  | Predators de Nashville | LNH        | 23  | 3                | 5                | 8                | 8                | 12               | 0 | 2                    | 2                    | 0                    |                      |                      |
| 2011-2012  | Predators de Nashville | LNH        | 33  | 3                | 4                | 7                | 6                | -                | - | -                    | -                    | -                    |                      |                      |
| 2011-2012  | Admirals de Milwaukee  | LAH        | 48  | 4                | 22               | 26               | 36               | 3                | 0 | 1                    | 1                    | 4                    |                      |                      |
| 2012-2013  | Admirals de Milwaukee  | LAH        | 34  | 1                | 11               | 12               | 16               | -                | - | -                    | -                    | -                    |                      |                      |
| 2012-2013  | Predators de Nashville | LNH        | 35  | 1                | 6                | 7                | 6                | -                | - | -                    | -                    | -                    |                      |                      |
| 2013-2014  | Wild de l'Iowa         | LAH        | 54  | 7                | 22               | 29               | 23               | -                | - | -                    | -                    | -                    |                      |                      |
| 2013-2014  | Wild du Minnesota      | LNH        | 15  | 0                | 1                | 1                | 0                | -                | - | -                    | -                    | -                    |                      |                      |
| 2014-2015  | Wild de l'Iowa         | LAH        | 66  | 12               | 25               | 37               | 18               | -                | - | -                    | -                    | -                    |                      |                      |
| 2014-2015  | Wild du Minnesota      | LNH        | 4   | 0                | 1                | 1                | 2                | -                | - | -                    | -                    | -                    |                      |                      |
| 2015-2016  | Admiral Vladivostok    | KHL        | 55  | 8                | 22               | 30               | 45               | 5                | 0 | 1                    | 1                    | 4                    |                      |                      |
| 2016-2017  | Admiral Vladivostok    | KHL        | 36  | 2                | 19               | 21               | 20               | 4                | 0 | 1                    | 1                    | 6                    |                      |                      |
| 2017-2018  | Admiral Vladivostok    | KHL        | 43  | 1                | 18               | 19               | 4                | -                | - | -                    | -                    | -                    |                      |                      |
| 2017-2018  | HK Sotchi              | KHL        | 10  | 0                | 3                | 3                | 0                | 5                | 1 | 3                    | 4                    | 0                    |                      |                      |
| 2018-2019  | HK Dinamo Minsk        | KHL        | 35  | 3                | 7                | 10               | 27               | -                | - | -                    | -                    | -                    |                      |                      |
| 2019-2020  | Färjestad BK           | SHL        | 51  | 8                | 25               | 33               | 20               | -                | - | -                    | -                    | -                    |                      |                      |
| 2020-2021  | Färjestad BK           | SHL        | 46  | 3                | 10               | 13               | 10               | 6                | 1 | 4                    | 5                    | 0                    |                      |                      |
| 2021-2022  | EHC Munich             | DEL        | 53  | 6                | 28               | 34               | 2                | 11               | 0 | 4                    | 4                    | 2                    |                      |                      |
| 2022-2023  | EHC Munich             | DEL        | 55  | 4                | 37               | 41               | 10               | 18               | 0 | 10                   | 10                   | 6                    |                      |                      |
| 2023-2024  | EHC Munich             | DEL        | 43  | 8                | 30               | 38               | 33               | 9                | 1 | 5                    | 6                    | 4                    |                      |                      |
| 2024-2025  | EHC Munich             | DEL        | 46  | 3                | 29               | 32               | 6                | 6                | 0 | 5                    | 5                    | 0                    |                      |                      |
| Totaux LNH | Totaux LNH             | Totaux LNH | 110 | 7                | 17               | 24               | 22               | 12               | 0 | 2                    | 2                    | 0                    |                      |                      |

### Statistiques internationale
| Année | Équipe         | Compétition                 |   | PJ | B | A | Pts | Pun      |  | Résultat |
| 2008  | États-Unis U20 | Championnat du monde junior | 6 | 0  | 1 | 1 | 0   | 4e place |  |          |
| 2009  | États-Unis U20 | Championnat du monde junior | 6 | 2  | 2 | 4 | 0   | 5e place |  |          |
| 2018  | États-Unis     | Jeux olympiques             | 5 | 0  | 0 | 0 | 0   | 7e place |  |          |

## Honneurs et trophées
- Ligue de hockey de l'Ouest
  - Vainqueur de la Coupe Ed Chynoweth, remis à l'équipe championne des séries éliminatoires en 2006.
  - Vainqueur du Trophée plus-moins de la WHL en 2007.
  - Nommé dans la deuxième équipe d'étoiles de la division Ouest en 2007.
  - Nommé dans la première équipe d'étoiles de la division Ouest en 2009.
  - Vainqueur du Trophée Bill Hunter Memorial remis au meilleur défenseur de la ligue en 2009.
- Ligue canadienne de hockey
  - Vainqueur de la Coupe Memorial en 2007.
  - Nommé Défenseur de la saison de la Ligue canadienne de hockey en 2009.